# زنان در پرستاری

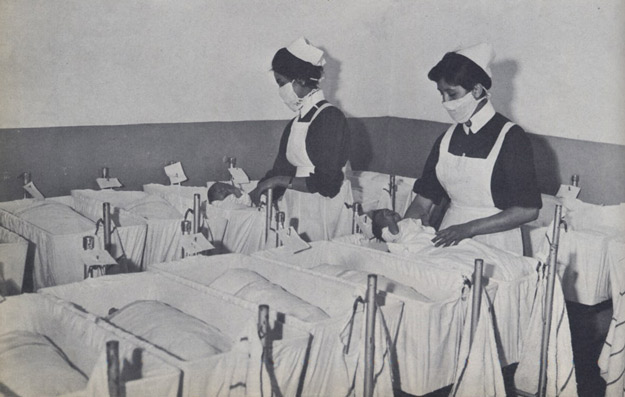
بخش نوزادان در بیمارستان کابل در دهه ۱۹۶۰.

از نظر تاریخی، زنان اکثریت شغل و رشته دانشگاهی پرستاری را تشکیل می‌دهند. نقش‌های پرستاری زنان شامل مراقبت از بیماران و اطمینان از تمیز بودن بخش‌ها و تجهیزات است. در حال حاضر، زنان بیشتر رشته پرستاری را تشکیل می‌دهند. آمار نشان می‌دهد که در سال ۲۰۰۵، «زنان ۹۲٫۳٪ از پرستاران ثبت شده (RNs) را تشکیل می‌دهند. علاوه بر این، پیش‌بینی می‌شود که پرستاران ثبت نام شده در سال‌های ۲۰۰۴ تا ۲۰۱۴ با ۲۹٫۴٪ افزایش، دومین تعداد شغل جدید را ایجاد کنند.»

## کارهای روزمره در طول تاریخ
پرستاران در گذشته مجبور بودند روزهای طولانی کار کنند و از بسیاری از بیماران مراقبت کنند، در ازای پرداخت حقوق بسیار اندک.
بعنوان پرستار، برخی از نقش‌های آنها شامل ارائه آموزش به بیمار در مورد تغذیه و بیماری‌های مربوط به کودک در صورت لزوم بود. به‌طور کلی، پرستاران مسئول حمام کردن بیماران، قرار دادن کاتتر، توزیع داروها، تزریق تنقیه، تمیز نگه داشتن بخش و اطمینان از صحت مستند بودن همه موارد بودند. در آن زمان، هیچ دستیاری از پرستار برای کمک به مراقبت روزانه از بیماران در دسترس نبود؛ بنابراین، همه وظایف به عهده پرستار بود. برای افزودن به این لیست طولانی از وظایف، یک پرستار همچنین مسئول تهیه هر داروی جامعی بود که در آن زمان برای درمان صف‌های مختلفی که بیماران ارائه می‌کردند، مورد نیاز بود. در زمان حاضر، از داروهای جامع به سختی استفاده می‌شود و هر دارویی که لازم باشد به‌طور کلی توسط داروخانه کنترل و تهیه می‌شود. این امر با انتظار برخی از آمپول‌های وریدی (IV) ، آنتی‌بیوتیک‌ها و انسولین است که پرستار روی زمین آماده خواهد کرد (پس از دریافت دستور از پزشک).